# Dolní mlýn (Větrný Jeníkov)
Dolní mlýn ve Větrném Jeníkově v okrese Jihlava je vodní mlýn, který stojí jižně od města na Jiřínském potoce. Je chráněn jako nemovitá kulturní památka České republiky.

## Historie
Mlýn pochází z 19. století; u strojovny je vyryt letopočet 1887, u vstupu do chléva letopočet 1890. Majitelem je umělecký kovář Leopold Habermann, jehož sochy jsou v okolí mlýna volně rozmístěny.

## Popis
Patrová mlýnice má dolní patro z lomového kamene a horní patro roubené. Mlýn je plně funkční, dochovalo se v něm strojní vybavení a asi tři metry vysoké dřevěné vodní kolo, které slouží ke kovářskému umění.
Voda na vodní kolo vede z rybníka přes stavidlo a kamenné koryto, které přechází v dřevěné koryto (vantroky).
Vodní kolo na vrchní vodu má průměr 3,8 metru, šířku mezi věnci 58 cm a hloubku korečků 24 cm. Vzdálenost dna žlabu od vrchního obvodu kola měří 13 cm, vzdálenost dolního obvodu kola od dna lednice 14 cm; počet otáček při plném zatížení je 9.